# Koygolo
Koygolo è un comune rurale del Niger facente parte del dipartimento di Boboye nella regione di Dosso.

## Geografia
La comunità rurale si trova al confine tra la zona saheliana e la vasta regione del Sudan, lungo il letto secco del fiume Dallol Bosso. I comuni limitrofi sono Tagazar a nord, Loga, Sokorbé e Garankédey a est, Harikanassou e Kiota a sud e Dantchandou a ovest. Nel territorio comunale si trovano 45 villaggi, 53 borgate e due accampamenti. Il centro principale della comunità rurale è il villaggio di Koygolo.
Koygolo è difficile da raggiungere a causa della mancanza di strade o della loro scarsa qualità. Vi è un alto rischio di inondazioni.